# Dalas (TV serija)
Dalas je američka TV serija i smatra se jednom od najuspješnijih i najdugovječnijih dramskih serija. Emitovana je na američkoj tv stanici Si-Bi-Es (CBS) od 1978. do 1991. i to prvo kao mini serija od 2.4.–30.4. 1978. , a potom i kao redovna serija od 13 sezona emitovana od 23.9. 1978. do 3.5. 1991. Krajem devedesetih snimljena su tri TV filma, a 2004. je snimljen TV film Ponovo zajedno: Povratak u Sautfork.
Radnja serije prati život naftaške porodice Juing. Tvorci serije su kombinovali format dramske serije sa sadržajima dotada karakterističnim za sapunice, što je seriji donelo veliku gledanost, naročito u periodu od 1980. do 1985. godine kada je serija bila na vrhu liste gledanosti tv programa u Americi.
Na prostoru bivše Jugoslavije seriju je krajem 1970-ih prvi put prikazala TV Beograd, kao mini-seriju od pet delova, dok su ostale epizode emitovane tokom 1980-ih u terminu subotom od 15 časova na prvom programu. Početkom devedesetih kompletnu seriju je emitovala TV Palma.

## Radnja serije
Radnja serije je smeštena u teksaški grad Dalas. Protagonisti serije su članovi porodice Juing na čelu sa naftnim tajkunom Džokom Juingom koji je i osnivač naftne kompanije Juing Oil. On se u prošlosti zamerio svom prijatelju i poslovnom parteru Vilardu Barnsu, kome je preoteo udeo u naftnoj kompaniji i devojku Eli. Džok i Eli imaju tri sina: Bobija koji se oženio sa Vilardovom ćerkom Pamelom, Garija koji je crna ovca porodice i beskrupuloznog Džej Ara (J.R.). Juingovi žive na ranču Sautfork, koji je nekad bio u vlasništvu Eline porodice.

## Epizode
Serija Dalas je jedna od najpopularnijih američkih serija svih vremena i jedna od najduže emitovanih serija u SAD. Serija ima ukupno 357 epizoda plus četiri TV filma. 
Svaka sezona serije je imala uzbudljiv nerazjašnjen kraj, što je teralo gledaoce da sa nestrpljenjem čekaju nastavak nove sezone, pri čemu je zabeležna velika gledanost serije. Na kraju druge sezone nepoznati napadač puca u Džej Ara. Tajanstveni napadač je otkriven u četvrtoj epizodi treće sezone. Epizodu u kojoj je napadač otkriven u SAD je gledalo preko 90 miliona gledalaca, a u celom svetu preko 350 miliona. Ta epizoda je u to vreme imala najveću gledanost u SAD otkad se meri gledanost TV programa, a trenutno se nalazi na drugom mestu liste najgledanijih epizoda televizijskih serija svih vremena.

## Glavne uloge
| Glumac              | Lik                              | Opis lika                                                                                |
| ------------------- | -------------------------------- | ---------------------------------------------------------------------------------------- |
| Lari Hagman         | Džon Ros Džej Ar Juing           | najstariji sin Džoka i Eli                                                               |
| Patrik Dafi         | Bobi Džejms Juing                | najmlađi sin Džoka i Eli                                                                 |
| Barbara Bel Gediz   | Elenor Eli Sautvort Juing Farlou | Džokova supruga                                                                          |
| Džim Dejvis         | Džon Ros - Džok Juing            | glava porodice Juing                                                                     |
| Linda Grej          | Su Elen Šepard Juing             | Džej Arova supruga i alkoholičarka                                                       |
| Viktorija Prinsipal | Pamela Barns Juing               | Bobijeva supruga                                                                         |
| Šarlin Tilton       | Lusi En Juing Kuper              | Garijeva nestašna kćerka                                                                 |
| Ken Kerčeval        | Klif Barns                       | Pamelin brat koji kuje zaveru protiv Džej Ara                                            |
| Stiv Kansli         | Rejmond Rej Krebs                | poslovođa na Juingovom ranču, za kojeg se kasnije ispostavilo da je Džokov vanbračni sin |

## Spoljašnje veze
- Zvanični vodič kroz seriju
- Forum obožavalaca serije
- Fan sajt
- Dalas Univerzum
- Dalas на веб-сајту  (језик: енглески)